# Nusreta Sivac
Nusreta Sivac (ur. 18 lutego 1951 w Prijedorze, w republice Bośni i Hercegowiny) – bośniacka działaczka na rzecz ofiar gwałtów i innych zbrodni wojennych. Podczas wojny w Bośni i Hercegowinie była więziona i torturowana w obozie koncentracyjnym Omarska w Prijedorze. Po zamknięciu obozu zajęła się uznaniem wojennej przemocy seksualnej za zbrodnię wojenną przez prawo międzynarodowe. Jest członkinią Stowarzyszenia Kobiet Bośni i Hercegowiny.

## Wczesne życie
Nusreta Sivac urodziła się 18 lutego 1951 roku w Prijedorze w republice Bośni i Hercegowiny, wówczas była to republika Jugosławii. Ukończyła studia prawnicze na wydziale w Sarajewie. W latach 1978–1992 pracowała jako sędzia w sądzie powszechnym.

## Wojna w Bośni i Hercegowinie
W kwietniu 1992 roku Serbska Partia Demokratyczna przejęła władzę w Prijedorze. SDS miało pełną władzę nad miastem. Poprzez radio nadawane były audycje mające na celu prowokacje prowadzące do oczyszczenia miasta ze wszystkich ludzi nie mających narodowości serbskiej. Muzułmanów Bośniackich i Chorwatów zmuszano do noszenia białych opasek na ramionach, a przed domami na wywieszanie białych flag. Rozpoczęto również plądrowanie i niszczenie wiosek oraz okolic, które zamieszkiwali. Każdego dnia była świadkiem morderstw, tortur i gwałtów na muzułmańskich Bośniakach i Chorwatach przez serbskich milicjantów, organizacje paramilitarne, armię bośniackich Serbów oraz armię Jugosławii. Morderstwa mężczyzn, kobiet i dzieci były na porządku dziennym. Sivac została zwolniona z pozycji sędziego ze względu na swoją bośniackie pochodzenie. W maju 1992 w Prijedorze powstały trzy obozy koncentracyjne: Omarska, Keraterm oraz Trnoplje.
9 czerwca 1992 r. Sivac została wezwana na komisariat policji w sprawie przesłuchania. Jednak, gdy stawiła się w wybranym miejscu została zabrana do obozu Omarska wraz z 25 innymi kobietami. W obozie było przetrzymywanych 36 kobiet oraz około 3500 mężczyzn. Czasem zatrzymywano całe rodziny. Dla niej dzień roboczy polegał na liczeniu zmarłych „Widzieliśmy ich na trawie przed białym domem gdzie popełniano najgorsze tortury. Zabitych ludzi umieszczano w ciężarówkach i zabierano ich gdzieś. W Omarskiej ludzie umierali głównie podczas tortur”. Najgorsze dla kobiet były noce. Strażnicy zabierali je wtedy gdzieś do obozu i gwałcili. Warunki sanitarne były bardzo złe. Kobiety spały w pomieszczeniu służącym do przesłuchiwań. Gdy wieczorem wracały do spania, musiały najpierw wyczyścić pomieszczenie ponieważ wszędzie była krew. Więźniowie spożywali tylko jeden posiłek w ciągu dnia na zjedzenie którego mieli od 2 do 3 minut. Zwykle był kawałek chleba, trochę fasoli i dwa liście kapusty. Gdy nie udało się im spożyć posiłku w danym czasie byli bici, czasem do śmierci.
W Sserpniu została zwolniona z obozu. Stało się to podczas wizyty Czerwonego Krzyża i brytyjskich dziennikarzy, którzy zamknęli obóz. Po uwolnieniu przeszła boso prawie 20 km z powrotem do Prijedoru. Następnie przeniosła się do Zagrzebia.

## Działalność społeczna

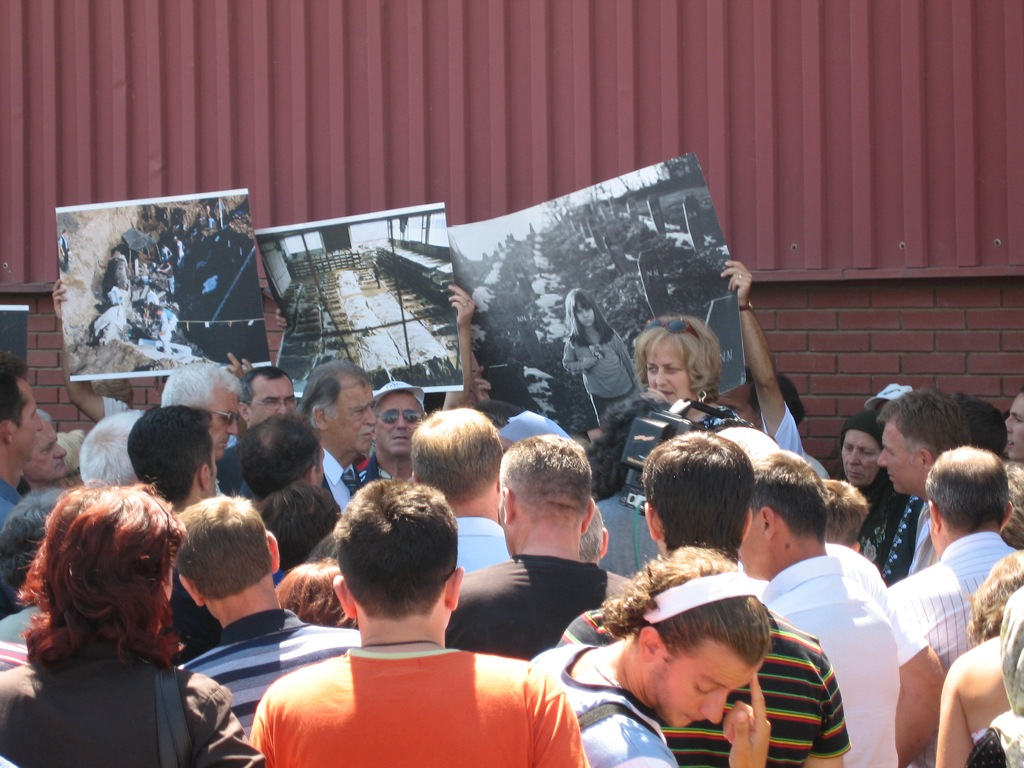
Nusreta Sivac podczas obchodów uczenia pamięci obozu Omarskiej w 2006 r.

W Zagrzebiu została działaczką w Stowarzyszeniu Kobiet Bośni i Hercegowiny. Organizacja ta współpracuje z uchodźcami z Bośni i Hercegowiny. Wraz z innymi aktywistkami sprzeciwia się wojnom, obozom koncentracyjnym i kontynuacji czystek etnicznych w Bośni i Hercegowinie. Wraz z Jadranką Cigelj, która również była więziona w obozie zaczęła zbierać zeznania setek zgwałconych kobiet. Przekonywanie ofiar do przerwania milczenia zajmowało lata. Następnie dowody przedstawiono śledczym przed Międzynarodowym Trybunałem ds. Zbrodni Wojennych w byłej Jugosławii z siedzibą w Hadze. W czerwcu 1995 r. zaczęto przygotowywać pierwszy akt oskarżenia. Pomimo że czwarta konwencja Genewska zabraniała gwałtów żaden sąd nie postawił zarzutów dopóki Sivac I Cigelj nie przedstawiły wyczerpujących dowodów. Zebrane przez nie dowody ujawniły skalę gwałtów. ONZ uznało to za „punkt zwrotny” w uznaniu gwałtu za zbrodnię wojenną. Rok później trybunał oskarżył ośmiu bośniackich Serbów o napaści na tle seksualnym. Po raz pierwszy trybunał oskarżył kogoś wyłącznie o przestępstwa związane z przemocą seksualną. Wcześniej wraz z Jadranką Cigelj wysłały pocztówki do niektórych oprawców w których napisały: „Drodzy Przyjaciele, mamy nadzieję, że wkrótce dołączycie do nas w tym cudownym mieście”.
W 1997 r. wraz z Cigelj wystąpiły w filmie dokumentalnym „Calling the Ghosts: A Story about Rape, War and Women”, który został wyróżniony nagrodą Emmy. Opowiedziały w nim o swoich przeżyciach w obozie oraz o drodze do ukarania oprawców przez trybunał w Hadze.
W 2000 r. Sąd Rejonowy dla Południowego okręgu Nowego Jorku wydał orzeczenie o rekompensacie w wysokości 745 milionów dolarów amerykańskich. Miało je dostać 12 kobiet które były ofiarami obozu w Omarskiej, w tym Sivac. Rekompensata nigdy nie została wypłacona.
W 2002 r. zaczęła proces odzyskania mieszkania, które zostało jej odebrane podczas wojny. Miejsce to było zamieszkiwane przez jej kolegę z sądu, w którym pracowała. Po jej przyjeździe obok drzwi zostało napisane słowo „Omarska”.
W 2003 r. zorganizowano pierwsze obchody rocznicy zamknięcia obozu. Ponad 100 ocalałych i 700 krewnych zabitych osób złożyło kwiaty przy płocie obozu
W 2005 r. została nominowana do pokojowej Nagrody Nobla.
W 2009 r. wzięła udział w konferencji ONZ przeciwko rasizmowi.